# 民族路 (台中市海線)
民族路 (台中市海線)是臺中市海線地區的道路之一，連結清水、梧棲、沙鹿等三區，沿途主要經過尚未都市發展之臺中港特定區都市計畫區。西起清水區臨港路，東過中華路後再轉南—北向，南抵沙鹿區大智路。行經清水區之路段共分三段，梧棲、沙鹿路段不分段，二、三段大致呈相東—西向，過中華路後一段再轉南—北向。

## 行經行政區域
- 清水區
- 梧棲區
- 沙鹿區

## 車道數
- 三段：雙向六車道，設置中央綠化安全島
- 二段：雙向四車道，設置中央綠化安全島及自行車道
- 一段：雙向四車道，設置中央綠化安全島
- 不分段：雙向四車道，設置中央綠化安全島

## 沿線設施
（由西到東）
臺鐵臺中港線
民族路三段（清水區）
臨港路四段、五段
民族路二段
- 臺中市清水區康榔國民小學

鰲峰路
中華路
民族路一段
民族路（梧棲區）
長春路
中山路田尾巷
民族路（沙鹿區）
大智路一段

## 交流道
北:清水交流道
南:梧棲交流道